# Fessia purpurea
Fessia purpurea là một loài thực vật có hoa trong họ Măng tây. Loài này được (Griff.) Speta mô tả khoa học đầu tiên năm 1998.